# Johan Marie Louwerse

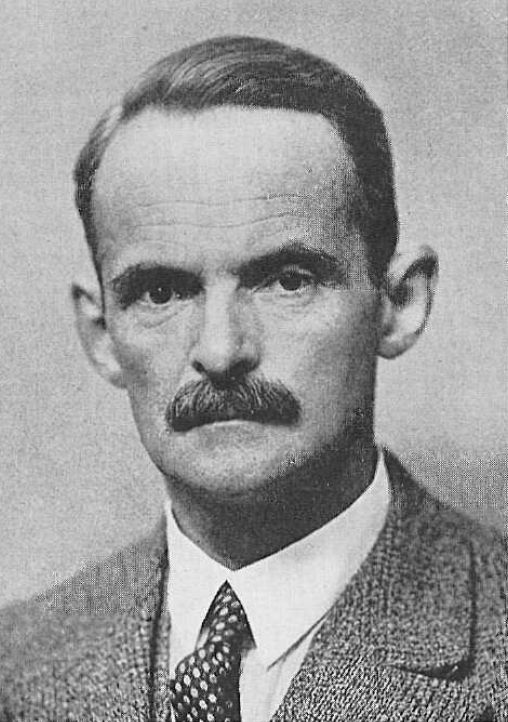
J.M. Louwerse, raadgevend bedrijfsingenieur, rond 1930.

Johan Marie Louwerse (Blitar, 3 mei 1887 - Hilversum, 2 januari 1954) was een Nederlands ingenieur en een van de eerste zelfstandige organisatieadviseurs in Nederland.

## Levensloop

### Jeugd, opleiding, en eerste carrièrestappen
Louwerse werd geboren in 1887 in Blitar op Java als zoon van Joost Johan Louwerse, aldaar administrateur van een koffieonderneming, en Marie Therese (Douwes Dekker) Louwerse, een nicht van Eduard Douwes Dekker.
Na de lagere school in Java, volgde Louwerse de hogereburgerschool (HBS) in Haarlem, die hij in 1905 afrondde. Vervolgens studeerde hij werktuigbouwkunde aan de Technische Hogeschool te Delft. In 1910 behaalde hij het diploma, en ging hierop nog een jaar praktisch werken bij een machinefabriek in Manchester, en bij een bedrijf in Parijs.
In 1911 begon Louwerse als tekenaar bij de Werkspoor in Amsterdam, en werkte vervolgens als toezichthouder bij de bouw van enige locomotieven terug in Manchester. Van 1912 tot 1918 werkte hij in Nederlands-Indië voor de Nederlands-Indische Spoorweg Maatschappij bij de Dienst van Tractie en later bij de Centrale Werkplaatsen te Djocja. In 1918 werd hij adjunct-directeur van machine-fabriek De Volharding te Soerabaya, waar hij in 1920 ontslag nam nadat deze was overgenomen door Du Croo & Brauns.

### Adviesbureau Ir. J.M. Louwerse
In 1920 keerde Louwerse met zijn familie terug naar Nederland, waar hij in Amsterdam directeur werd van beschuitfabriek Patria, later deel van Meneba. In 1922 neemt Louwerse ontslag en vestigde zich in Haarlem als zelfstandig bedrijfsadviseur. Van oktober 1923 tot in 1925 was hij met Ernst Hijmans en Vincent Willem van Gogh compagnon in het Organisatie Advies Bureau. In 1925 trad Louwerse uit, en ging verder als onafhankelijk organisatieadviseur onder de naam Adviesbureau Ir. J.M. Louwerse gevestigd aan de Keizersgracht 105 in Amsterdam. Berend Willem Berenschot, die in 1922 bij het Organisatie Advies Bureau was begonnen, was met hem meegegaan en werd zijn eerste medewerker.
Het nieuw adviesbureau richtte zich in eerste instantie op op de Twentse textielindustrie, en hield zich volgens een bron uit 1938 bezig "met alle vraagstukken..., welke zich in het bedrijfsbeheer voordoen, zoowel op het gebied van de administratie, kostprijsberekening als de werkwijze der arbeiders."
Een eerste opdracht voor Twentse textielfabriek Van Heek & Co betrof het rationaliseren van de bedrijfsadministratie. Verdere opdrachtgevers in de beginjaren waren Atelier Cuypers-Stoltzenberg in Roermond, de Koninklijke Weefgoederenfabriek C.T. Stork in Helmond, de Rotterdamsche Tramweg Maatschappij, de Nederlandse Gruyère Blokmelkfabriek te Zwolle, en de N.V. Gevaert Photo-producten van Lieven Gevaert in Antwerpen.

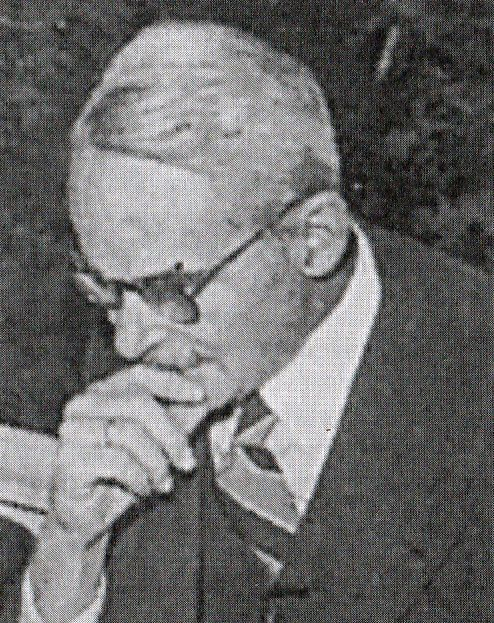
Louwerse op later leefdtijd.

Van 1928 tot 1932 was Louwerse ook privaat-docent aan de Technische Hogeschool te Delft, en publiceerde enige werken bij het Nederlandsch Instituut voor Efficiency, zoals Analyse van de exploitatierekening en De menschelijke factor in het bedrijfsleven, beide in 1929.

### Bureau Louwerse/Berenschot
Na afronding van een adviesopdracht bij J.A. Carp's garenfabrieken in Helmond, was Louwerse daar van 1930 tot 1935 mededirecteur. In dit kader werd Berend Willem Berenschot benoemd tot hoofdingenieur, en werd het bureau hernoemd tot Bureau Louwerse/Berenschot.
Andere medewerkers in die tijd waren J. Rentenaar vanaf de oprichting in 1925, Jan de Quay van 1930 tot 1931, Martin Ydo van 1937 tot 1942, Carl Hijner en Frans Hegener tot 1942, T.J. Bezemer, S. Hosing, J.M. Matthijsen, J. Smit, en D.A.C. Zoethout.
In 1938 was Berenschot voor zichzelf begonnen met het Berenschot organisatieadviesbureau. Na de opheffing van het bureau van Louwerse in 1950 nam Berenschot het restant over.

### Familie
Louwerse trouwde op 28 Mei 1912 in Haarlem met Adriana Margaretha van der Crab (Breukelen-Nijenrode, 16 juli 1888 -   Hilversum, 15 februari 1969). Ze kregen tussen 1913 en 1920 drie kinderen, die geboren waren in resp. Semarang, Jokjakarta, en Soerabaja.

## Publicaties
- Louwerse, J.M., Analyse van de exploitatierekening. Purmerend : Nederlandsch Instituut voor Efficiency, 1929.
- Louwerse, J.M., De menschelijke factor in het bedrijfsleven. Purmerend : Nederlandsch Instituut voor Efficiency, 1929.
- Berend Willem Berenschot, Louwerse, J.M. en Jan de Quay, Opleiding voor wevers, Nijmegen : Dekker & van de Vegt, 1931.
- Louwerse, J.M., Verschillende toepassingen van het functioneel beheer in het bedrijf. Purmerend : Muusses, 1938.
- Louwerse, J.M., De voorlichting van toezichthoudend personeel op het gebied der wetenschappelijke bedrijfsvoering. Purmerend : Muusses, 1940.